# Стране санитетске мисије у балканским ратовима
Стране санитетске мисије у балканским ратовима биле су веће или мање групе лекара, медицинског особља и других добровољаца, добро организоване и опремљене, које су на позив српске владе и Црвеног крста Србије, боравећи у Краљевини Србији у периоду од октобра 1912. до јула 1913. године, одиграле значајну улогу у збрињавању „реке“ рањеника и болесника која је свакодневно пристизала са фронтова. 
Грађански и војни санитет Краљевине Србије за обезбеђење 336.000 војника (сва три позива) на свим фронтовима у оба балканса рата имао је на располагању само 60 активних санитетских старешина и 236 мобилисаних лекара из грађанског санитета. За збрињавање грађанства у Краљевини Србији остало је само 74 лекара, међу којима је било 26 жена. Овај број медицинског особља једва је био довољан да се обезбеди лекаре у пуковима, болничарским четама, пољским болницама и 3 санитетска воза, тако да је оно мало медицинског особља што је преостало требало ангажовати да обезбеди рад 46 сталних и резервних војних болница широм Србије. На основу наведених података може се закључити коллики је значај имао долазак страних санитетских мисија за попуну српског грађанског и војног санитета недостајућим медиицинским кадром.
На позив Владе и Организације Црвеног крста Краљевине Србије, одазвало се 16 санитетских екипа и 20 лекара добровољаца. У оба балканска рата учествовало је око 185 лекара, око 170 сестара и 160 болничара. А та попуна бројчано уопште није била мала, јер је износила више од 50% медицинског кадра са којим је Краљевина Србија располагала на почетку Првог балканског рата. Без ове хуманитарне медицинске помоћи страних мисија и појединаца, богатих како у кадру, тако и у медицинској опреми и материјалу (увек дефицитарном у сваком рату) велики број рањених и болесних војника у епдемији колере завршио би трагично. Захваљујући овим мисијама многобројно грађанство (деца жене и старци) у Краљевини Србији, није остао без адекватне медицинске помоћи, због одсуства лекара из градских медцинских установа, због њиховог ангажовани у оперативним јединицама српске војске.

## Догађаји у Краљевини Србији који су претходили доласку страних мисија
Балканским ратовима се означавају два рата вођена у раздобљу од 1912. до 1913. године. Они су, по ставовима бројних историчара били увод у сукоб ширих размера, Први светски рат. Исход рата је учинио Србију, савезницу Русије, важном регионалном силом, узбунивши Аустроугарску и на тај начин индиректно дао важан повод за Први светски рат.
Јединствена оцена бројних историчара од Универзитета до Академије наука и њених института су; да су Балкански ратови били ослободилачки (насупрот тумачењима историје из доба социјализма, када су они проглашени за империјалистичке и освајачке). Узроке Балканских ратова првенствено треба тражити у; терору над српским и живљем другим народима, који су вековима спроводиле Османлије (окупатори зулумћари), спречавању продора аустроугарског утицаја према југу Балкана и рушењу феудалног система (Први балкански рат), а затим у издајству и мучком нападу дојучерашњих савезника Бугара, изазваних противречним и погоршаним односима међу савезницима (пре свега са Србијом и Грчком) које је још више нарушила Аустроугарска у жељи да разбије Балкански савеза, и истовремено осујети покушаје Антанте, а посебно Русије, која је настојала да овај савез сачува као препреку аустроугарском продирању на исток.(Други балкански рат).

### Први балкански рат
Први балкански рат, који је вођен од 8. октобра 1912. до 30. маја 1913. године, водиле су чланице Балканског савеза: Краљевина Србија, Краљевина Црна Гора, Краљевина Грчка и Краљевина Бугарска против Отоманског царста, уз подршку и помоћ Русије. Рат се завршио пропашћу вишевековног османлијског господарења на Балкану. Српска војска је у овом рату извојевала велику победу у многим биткама са јако малим бројем жртава. 
Рат са Османлијском војском јединице српске војске водиле су на три борбена фронта; 
Источни фронт
Борбе на овом фронту вођене су у току опсаде Једрена (новембар 1912 – март 1913). Борбена дејства изводиле су српске јединице II Aрмије (Тимочка дивизија првог позива и Дунавска дивизија другог позива), у садејству са бугарском II Aрмијом,
Централни фронт
Борбе на овом фронту вођене су на простору Вардарске Македоније, Косова и Новопазарског санџака током 1912. године. Борбена дејства изводиле су српске јединице I Aрмија (Моравска дивизија првог позива, Дринска дивизија првог позива, Дунавска дивизија првог и другог позива ојачана са два прекобројна пука: II и IV Тимочка дивизија другог позива и Коњичка дивизија), III Aрмија (Шумадијска дивизија првог позива, Моравска дивизија другогпозива, Дринска дивизија другог позива и Моравска бригада / I и II прекобројни пук), Ибарска војска (Шумадијска дивизија другог позива ојачана V прекобројним пуком) и Јаворска бригада (III прекобројни пук и IV пук другог позива).
Западни фронт
Борбе на овом фронту вођене су на простору Албаније током зиме и пролећа 1912/1913. године. Борбена дејства изводиле су српске јединице; Моравске бригаде, краће: Приморске трупе, касније корпус (делови Шумадијске Прве. и Дринске Друге дивизије, касније и Дринске Прве дивизије).

### Други балкански рат
Други балкански рат који је вођен од 29. јуна до 10. августа 1913. године изазвала је Краљевина Бугарска нападом на Краљевину аСрбију и Краљевину Грчку, којима се одмах придружила Црна Гора, а касније Румунија и Турска. Сукоб са дојучерашњим савезницима, започео је општим ноћним нападом Бугара на српску војску, без претходне објаве рата.
| „ | „У недељу 16 (29) јуна 1913.бугарски официри из Штипа позвали су српске официре са Јежева поља на закуску и пиво, да се, рекоше, братски провеселе, „пошто је опасност рата минула“... „Братски“ су испратили наше официре и најљубазније им пожелели лаку ноћ и довиђења, да само неколико сати после тога, уочи понедељка, предвођени оним истим „љубазним“ официрима, изврше препад на српске трупе. | ” |

По наређењу генерала Михаила Савова, бугарска 4. Армија (око 100.000 људи) извршила је напад на српску војску преко реке Брегалнице (17/30. јуна), а убрзо и преко Злетовске реке.. Само на српско-бугарском фронту, у релативно кратком веменском периоду, сучелило се 834.000 војника. 
Рат је одлучен када је српска војска на Брегалници поразила Бугарску, а пошто ју је напала и Румунија, Бугарска је била приморана да капитулира августа 1913.

## Стање у српском војном и грађанском санитетету на почетку ратова
Не може се оспорити да је српска војска у рат ушла војнички добро опремљена и морално припремљена. О њеном војничком изгледу страни ратни известиоци су јављали својим земљама, у којима су наводили;...да се српска војска по изгледу и опреми може поредити са савременом европском војском.
Међутим опремање војног санитета ишло је споро, уз отпоре због неразумевања његове стварне улоге и значаја у чувању здравља војника. С краја 19. и у прве деценији 20. века, српски санитет је обновио свој лекарски састав школовањем младих питомаца по европским универзитетима и њиховим усавршавањем, пре свега у области хирургије. Такв став утицао је на запостављање развој неких других специјалности, посебно превентивних. Мада је неколико начелника санитетске службе између 1900. и 1910. покушало да тај пропуст отклони слањем младих лекара у највеће европске центре ради усавршавања у превентивним гранама медицине и оснивањем Пастеровог завода у Нишу, то није помогло да се бар у основи створи солидно језгро превентиве (бактериологија, хигијена, епидемиологија). Велике епидемије у Балканским ратовима а само годину дана касније и у Великом рату показале су колико су ти ставови Врховне команде и Српске Владе били погрешни. Неразумевање је било толико велико да су по повратку са школовања лекари превентивне медицине, распоређивани у трупу, уместо у новоосноване центре за превентивномедицински рад. О штетним последицама таквог става српског војног руководства, који је остао и током Балканских ратова а касније и током Великог рата, најбоље говори овај цитат:
| „ | Владајући став у Србији да су доктори ту „само ради лечења оболелих и рањених“, остао је и даље, што ће се убрзо осветити јер ће у две велике епидемије, колере 1913. и „три тифуса“ 1914/15. године умрети на десетине хиљада војника и преко сто хиљада грађана]. | ” |

Ове и друге пропусте у санитетској служби пратила је и недореченост прописи којим је требало регулисати рад ратне санитетске службу на савременим медицинским принципима који су се већ увелико примењивали у свету. Ипак, уз све наведене пропусте, санитетска служба српске војске се доста добро припремио за будући рат, у периодично позивање и обучавање резервних санитетлија на сваке 2 до 3 године. На то указује и чињеница да је у два балканска рата, Моравска стална војна болница у Нишу која је била на удару борбених дејстава српске војске захваљујући доброј опремљености и попуњености, са новообученим кадром и новим објектима спремно дочекала и поднела главни терет у збрињавању рањеника и болесника.
У Првом балканском рату (у коме је погинуло или рањено релативно мало војника) терет који ке претрпео српски санитет био је знатно лакши, али је зато у Другом балканском рату (који је краће трајао али је био знатно крвавији), „терет“ био знатно већи и захтевнији.

### Бројно стање мобилисаног санитетског кадра српске војске на почетку ратова
На почетку рата, на мобилисаних 286.800 војника у оперативним јединицама првог и другог позива и 70.000 трећег позива у последњој одбрани, војни санитет је имао на располагању 60 активних санитетских старешина и 236 мобилисаних лекара из грађанског санитета. За збрињавање грађанства остало је само 74 лекара, међу којима је било 26 жена, што је било једва довољан да се обезбеде лекари у пуковима, болничарским четама, пољским болницама и 3 санитетска воза. Оно мало медицинског особља што је преостало требало је да обезбеди рад 46 сталних и резервних војних болница широм Србије. О раскораку између могућности српског санитета најбоље говоре ова компаративна поређења историчара медицине др Александра Недока: 
| „ | За Први балкански рат, рат са Турском, Србија је мобилисала близу 400.000 бораца. А то би било исто као када би Француска, сразмерно тадашњем броју свог становништва, мобилисала седам милиона и двеста хиљада војника. Питамо се онда да ли би у то доба високоразвијена Француска имала довољно санитетског особља за тако огромну војску и шта би било с њеним цивилним санитетом, који би морао остати опустошен. А ето, то се десило Краљевини Србији већ у првом од узастопна три рата. Безмало све своје лекарске снаге Србија је послала на фронт. | ” |

Студенти медицине (медицинари како су их звали) нису мобилисани, осим војних питомаца који су распоређени по великим војним болницама (Београд, Ниш), а понекад и у санитете оперативних јединица (болничарске чете, пољске болнице, понеки у пукове трећег позива). Међутим било је доста медицинара који су се добровољно пријављивали у жељи да помогну српској војци у рату. Неки од медицинара ратовали су у борбеним редовима јер су уочи одласка на студије одслужили војни рок и прошли кроз обуку за резервне официре.

## Војномедицинске карактеристике балканских ратова
Први и Други балкански рат, са медицинске тачке гледања, били су много агресивнији (нарочито Други), у односу на претходни. Већина рана била је нанета артиљеријским пројектилима, али и борбом „прса у прса“; 
| „ | „... Војни стручњаци подвлаче необичну силину удара у том рату; јуриши и противјуриши понављали су се сваки час, ускакало се у непријатељске ровове, хватало се за гушу и го нож ...“ | ” |

У овим ратовима доминантне повреде биле су оне које су настале пушчаном муницијом (85%), ређе су експлозивне повреде (14%), а повреде нанете хладним оружјем чиниле су мање од 1% свих повреда. Повреде главе биле су заступљене са 9%, трупа са 13%, повреде руку са 40,5%, повреде ногу са 37,5%, а повреде трбуха у близу 5% од свих повреда.
Колико је овај рат био крвавији од претходних показује податак да је само из строја српске војске избачено чак 16.200 војника.

## Улога страних санитетских мисија у попуни недостајућим санитетским кадром
Српска Влада и њен санитет суочен са великим недостатком лекара и другог санитетског особља, затражио је помоћ у медицинском кадру и опреми преко Српског друштва Црвеног крста, од централе Црвеног крста у Швајцарској. Након што су национална друштва Црвеног крста тај апел, проследила свом народу, организоване су и покренуте многе мисије из земаља Европе и ван ње које су убрзо стигле у Краљевину Србију. Већина мисија дошла је у организацији Црвеног крста (преко Међународног комитета Црвеног крста у Женеви). 
Међутим, било је и доста лекара добровољаца, који су долазили самоиницијативно појединачно (било их је најмање 20). Мотиви доласка лекара добровољаца, билу су различити, тако да је једну трећину тих лекара плаћао српски Црвени крст, трећину њихове националне организације Црвеног крста, а трећина је дошла добровољно, из хуманитарних разлога.
У Првом балканском рату, током рата са Турском, у мисијама је учествовало; 185 лекара и другог медицинског особља, и 15 страних добровољаца, већином из Русије, који су ступили и у српску војску. Према евиденцији Црвеног крста Србије у србији је 1912. године регистровано: 
- Седам мисија руског Црвеног крста (са 32 лекара, 57 сестара и 89 болничара),[15]
- Три мисије швајцарског Црвеног крста,[16]
- По једну мисију имали су белгијски, италијански, британски, аустроугарски,[17] пољски, чешки, немачки и француски Црвени крст (са укупно: 34 лекара, 36 сестара и пет болничара).

И у Другом балканском рату 1913. године, када је изненада и без најаве избио рат са Бугарском, поново је у Краљевину Србију дошло је 85 лекара, најмање 70 сестара и 60 болничара, из више земаља. Међу овим лекарима билу су и (српској војци тако неопходни) бактериолози са покретним лабораторијама.
У току 1913. године у Србији је била 21 мисија и то: 
- По три мисије имали су белгијски, дански, шведски, норвешки и холандски Црвени крст,[19]
- Две мисије руског Црвеног крста,
- Две две америчке мисије,[20][21]
- По једну мисију имао је енглески и шкотски Црвени крст, са укупно око 85 лекара, најмање 70 сестара и 60 болничара.

У оба балканска рата било је око 185 лекара, око 170 сестара и 160 болничара.
Уз помоћ страних мисија, санитетским кадром и опремом, попуњене су све веће болнице у Краљевини Србији, а касније и у Скопљу. Према писању госпође Катаринe Штурценегер из међународног Црвеног крста: у Скопљу је основана мала руска санитетска „колера екипа“ у чијем саставу су била два лекара (шеф др Штернберг) и шест милосрдних сестара. Ова екипа која је радила за време епидемије колере у Скопљу. Ова екипа је од 2.000 оболелих војника спасла 1.200. У Скопљу су по завршетку балканских ратова основане тре руске болнице у којима је радило 16 руских лекара и другог особља.
Тако је у болницама створен потребан ниво за збрињавање повреда и болести, упркос великом броју рањеника и болесника.

## Организација прихвата страних екипа
Све екипе пристигле из иностранства у Београду су дочекали др Роман Сондермајер (који је организовао рад и распоред екипа) и др Војислав Суботић (домаћин свих екипа током њиховог боравка у Београду. Др Војислав Суботић (у том периоду председник Српског лекарског друштва), организовао је 11 састанака домаћих и страних лекара ради наставе, размене искуства и критичке процене примењених метода и поступака у лечењу рањеника. 

## Преглед страних мисија

### Мисија руског Црвеног крста и других руских организација
Значајну улогу у слању руских хуманитарних мисија у Краљевину Србију имало је Санктпетербуршко словенско добротворно друштво, као највећа словенска организација. Она је била једна од првих организованих група која је одмах реаговала на ратне догађаје не Балкану. У оквиру друштва формирано је и Дамско одељење, које је предводила Вера М. Христијанович, ћерка генерала Михаила Григоријевиц Черњајева. При њему је деловао и Черњајевски комитет, чија је почасна председница била АА Черњајева, удовица генерала Черњајева. Савет Санктпетербуршко друштво везу са Србијом остваривало је преко супруге руског посланика у Београду Александре Павловне Хартвиг и тадашњег српског митрополита Димитрија (Павловића). Ово друштво је међу првима послало неколико лекара у Краљевину Србију. 
Руско друштво Црвеног крста (РДЦК) одлучило је 14. септембра 1912. године, на ванредној седници Главне управе, да приступи организовању медицинске помоћи за Бугарску, Србију, Грчку и Црну Гору. Истурено складиште РДЦК, из кога су се снабдевале све руске мисије на Балкану налазило се у Софији.
У Краљевину Србију у периоду Првог и Дугог Балканског рата из Русије је (по непотпуним подацима) послато више екипа, које су у свом саставу имале 27 лекара, шест економа, два фармацеута, 73 милосрдне сестре, 109 болничара, две дадиље. Ове екипе су медицински збринуле 4.542 рањених и болесних војника, и обавиле 541 великих хируршких интервенција.
Према речима др Егона Фибера (Egon Fieber) руска мисија Црвеног крста, која је међу првима дошла у Србији, не само да је била најбријнија већ и најбоље опремљена. Прва руска екипа била јер московска, која је започела рад у Београд, а потом су следиле оне у оквиру:
- Болница Иверске заједнице са 200 кревета, (која је радила у Београду), и две етапне пољске болнице у Скопље (Маријинско заједница у Кијеву) и у Ниш (Александринска заједница у Москви). Болница Иверске заједнице у Београд је стигла 14. октобра 1912. године, и сместила се у зграду Друге београдске гимназије у Македонској улици. У овој болници, до њеног престанка са радом 23. априла 1913. године, лечено је 841 рањеника и болесника.
- Пољске болнице Александринске заједнице милосрдних сестара у Москви радиле су у Ниш. Током рада збринуле су 167 болесника и рањеника. пацијената.
- Тавријска мисија, са једним лекаром, две хируршке сестре и једним болничараем радила је у Нишу
- Пољска болница мисије књегиње Јелене Петровне Романове,[б] у Врању. Болница је формирана у октобру 1912. године и располагала је са 50 кревета.
- Етапна пољска болница Маријинске заједнице Црвеног крста у Кијеву радила је у Врању, а потом у Скопљу, под врло тешким околностима.

- Пољска болница кауфмановске заједнице Црвеног крста „Е. М. Терешченко и породица“ радила је у Скопљу од 3. новембра 1912. до 24. фебруара 1913. године, када је, са српске трупама, пребачена преко Солуна у Медову. Средином априла болница (која је у свом саставу имала 860 болесника и рањеника) евакуисана је из Медове руским паробродом „Петербург“ у Солун. Рањеници су потом санитетски возом из Солуна превежеми у Београд, Пратњу рањеника санитетским возом чинила је Иверска мисија.
- Етапна пољска болница „Град Москва" деловала је у Скопљу, од 8. новембра 1912. године. Део болнице (као њено истурена одељење за прихват рањеника и болесника), премештено је у околину Једрена. Српска команда је ову болницу, на основу указане потребе, укључујући и њен истурени део, заједно са мисијом кауфмановско заједнице, 25. фебруара 1913. године преместила у Скадар.
- Војна болница заједнице свете Евгеније Руског државног Црвеног крста. У извештају, након путовања на Балкан, делегата Међународног Црвеног крста Кларе Штурценгер, о болници сестринства свете Евгеније и залагању њених припадника написано:

| „ | У њима није било ничега од екстравагантних, бучних и често врло фриволних Руса који се често могу срести у Швајцарској. Сви они су били необично мирни, добродушни и драги. Благи у опхођењу с пацијентима, деликатни приликом лечења – чинило ми се да су идеални, јер им је и знање било на високом нивоу. | ” |

- Мисија коју је водила руска књегиња др Софија Александровна Долгорукова, са два лекара и пет сестара (међу којима и грофица А.Д.Толстој). Ова мисија се посебно истакла у активности тежишно усмереним на лечење колеричних болесника у Кочану, центру епидемије колере. Заједно са три српске пољске болнице и др Пшиходомом из Беча. Трећа пољска болница Моравске дивизије другог позива лечила је 2.622 болесника, од којих је умрло „преко 700, махом од колере“,[23] а болница кнегиње Долгорукове лечила је око 2.000 болесника, од којих је умрло 800.[24]

По избијању Другог балканског рата, током лета 1913. године, када је Краљевина Србија имала на десетине хиљада рањеника, што српских, што бугарских. Никола Пашић је у име српске владе поново затражио помоћ руских лекаре. 
Руски Црвени крст послао је у Србију Јевгењинску болницу (петербуршки заједница милосрдних сестара Свете Јевгеније), са неопходном лабораторијском опремом, за борбу против колере која је увелико владала. Болница је у Краљевини Србији радила од 10. јула 1913. до 27. септембра 1913. године. Њен персонал поседовао је висок ниво медицинског знања, којим је значајно допринео смањењу смртности болесника оболелих од колере.
На овај позив поред, РДЦК, одазвали су се бројни појединици, о чему говори овај цитат:
| „ | У јуну 1913. године, кад се епидемиолошка ситуација у Србији нагло погоршала А.П.Хартвиг је написала писма неким милосрдним сестрама које су се лепо показале у току I Балканског рата и предложила им је да ступе на службу у српској влади. Одрекавши се радног стажа у Тверској Сребрној заједници, дакле и од социјалних гаранција, милосрдне сестре Марија Владимирова, Александра Соловјова, Вера Драгомирова и Евгенија Митјурева су напустиле сестринство и отпутовале у Србију (у саставу одреда кнегиње Долгорукове). | ” |

Повратак мисија у Русију
Бродом „Петербург" у Одесу су 1. маја 1913. године, из Солуна враћене у Русију (по обављеном задатку на Балкану); Кауфмановска, Харковска, Јелисаветинска мисија РДЦК, као и мисија "Град Москва".

### Мисија швајцарског Црвеног крста
Прва швајцарска мисија стигла је у Београд, као прва страна екипа у Краљевини Србијић, након пет дана од избијања рата. Мисију је у Земуну прихватио др Војислав Суботић, а др Роман Сондермајер им је одредио за рад у болницу формирану у Војној академији (на месту данас порушене зграде Генералштаба у Београду), у којој су они били једини хирурзи, на већ пристиглих 300 рањеника.
Прву санитетску екипу су чинила три хирурга са клинике у Базелу: проф. др Адолф Фишер (Adolf L. Vicher), др Кристијан Социн (Christian Socin) и др Едуард Штирлин (Eduard Stierlin). Након месец дана боравка у Београду, а на тражење чланова швајцарске екипе, упућени су у зону борбеног дејства почев од Ниша до Врања, Скопља, Битоља, Прилепа и Куманова. 
Друга швајцарска екипа радила је у болници у Краљеву. На њеном челу био је др Карл Ребер (Karl Reber), који је у болници у Краљеву затекао 60 рањеника а у болничкој амбуланти 40 амбулантно лечених рањеника, без хирурурга и инструментаријума. 
Трећа швајцарска екипа, са читавом болницом радила је у Нишу, у једној касарни у којој је Моравска стална војна болница формирала резервну болница са 1.000 кревета. У болници је касније радио и др Карл Ребер (Karl Reber),

### Немачка мисија
Немачка санитетска мисија боравила је у Краљевини Србији у обе балканска рата. Прву екипу са два лекар предводио је др Мизам (Mizam) из Берлина. Из Берлина су били и проф. др Лин (Linn), проф. др Золмерс (Solmers) и др фон Гетинген (von Gettingen), а из Келна др В. Гебел (W. Goebel), који је радио у IV резервној болници са др Гетиером (Goetier), а потом са др Гринфелдом (Grünfeld).
Вођа једне од немачких мисија био је др Михсам (Müchsam), шеф хирургије у болници Моабит у Берлину. Мисија је радила у Шећерани у Београду и збринула 333 рањеника.

### Америчка мисија
Из архивских података о боравку и раду америчких санитетских мисија у балканским ратовима мало се зна јер је јако мало писано. У временском периоду, пре упућивања америчких мисија већ је било неколико америчких лекара, који су самоиницијативно, као добровољци, без надокнаде за свој рад, дошли да помогну санитетској служби Краљевине Србије. Међу њима, највише се истакао др Бенџамин Јаблонс (Benjamin Jablons, 1887–1971), хирург и бактериолог из Њујорка.
Амарика је своје санитетске мисије, након великог личног ангажовања америчког конзула у Београду, Медвина Самерса (Madwin Summers), послала тек 1913. године, Након што је покушај Самерса да ангажује хируршке екипе уз помоћ Стејт Департмента и америчког Црвеног крста био безуспешан, он је уз помоћ Џона Џексона (John Jackson), америчког министра у Букурешту (задуженог за Румунију, Бугарску и Србију) и Џона Лисмана (John Liesman), америчког амбасадора у Берлину, успео да, априла 1913, ангажује из Берлина две екипе од осам хирурга из Медицинске резерве америчке армије, које је предводио др Еври Њутон (Avery E. Newton). 
Др Роман Сонденмајер, је део америчких екипе начелу са Њутоном одвео у Пирот, а други део екипе Самерс је одвео у Крагујевац. Међутим, због „недостатка хуманитарног осећаја“ (по мишљењу Сондермајера и Самерса) сутрадан се екипа вратила из Пирота у Београд, са образложење да др Њутон има обавезе у приватној пракси, као и да су услови за остале чланове екипе тешки, и да у тим условима немају адекватне услова за стручно усавршавање. Њутонова екипа се вратила у Берлин, а Сондрермајер је уместо њих у Пирот преместио швајцарску екипу. Сондермајер и Самерс су овај постпак осудили и том приликом изјавили...дошли су не са идејом да уклоне болове и патње рањеника и оболелих, већ да унапреде њихове студије.
Америчка екипа у Крагујевцу у којој су били: др Хари Розенкранц (Harry A. Rosenkranz), из Лос Анђелоса (хирург и уролог, асистент професора др Гравила Гоуана (Granville McGowan), касније председник америчког уролошког удружења) и хирурзи: др Едгар Џилкрест (Edgar Gillkrest), др Теодор Венинг (Theodore Wenning) и др Вилијам Бојл (William Boyle). Др Розенкранц је касније из Крагујевца прешао у Ниш.